# Fulvio Tomizza
Fulvio Tomizza (* 26. Januar 1935 in Giurizzani bei Materada in Istrien, seinerzeit Italien; † 21. Mai 1999 in Triest) war ein italienischer Schriftsteller.

## Leben
Tomizza wurde in einem Dorf in Istrien geboren, das seit 1919 zu Italien gehörte. 1954 legte er in Capodistria das Abitur ab. Als das Gebiet des Freien Territoriums Triest 1954 durch das Londoner Memorandum zwischen Italien und Jugoslawien aufgeteilt wurde, übersiedelte Tomizza in die Stadt Triest.
Er arbeitete dort zunächst als Redakteur für den lokalen Nachrichtenradiosender. 1960 veröffentlichte er seinen ersten Roman Materada, der nach seinem Heimatort benannt ist. Der Roman wurde bei seinem Erscheinen von der italienischen Literaturkritik sehr positiv aufgenommen und im Feuilleton aller wichtigen Tageszeitungen gewürdigt. Er gilt in der Literaturkritik inzwischen als Klassiker der istrianischen Literatur.
Mit diesem Roman erlebte Tomizza seinen Durchbruch als Schriftsteller. Fortan lebte Tomizza in Triest als freier Schriftsteller.
Den Roman Materada fasste er später mit den Werken La Ragazza di Petrovia und Il Bosco di Acacie zur Trilogia Istriana zusammen. 1977 erreichte Tomizza seinen größten Erfolg mit dem Roman La Miglior Vita, der alleine in Italien über 400.000 Mal verkauft wurde.
Tomizzas Romane thematisieren die Wechselbeziehungen von Sprache und Kultur, von Vielsprachigkeit und Transnationalität, wobei der multi-ethnische Kulturraum der ehemaligen Habsburger Monarchie oft als sinnstiftender Bezugspunkt durchscheint. Die Protagonisten führen ein Leben in zwei Welten, hin- und hergerissen zwischen den Kulturen.
Neben seinen Romanen und Erzählungen schrieb Tomizza auch Theaterstücke und Kinderbücher.
Sein 1997 in Italien veröffentlichter Roman Franziska erschien erst nach seinem Tod in deutscher Sprache, und zwar im Jahre 2001 im Zsolnay Verlag in Wien. Tomizza schildert in diesem Roman ein historisches Frauenschicksal aus Slowenien. Dieser Roman wurde, wie viele weitere Werke Tomizzas, von der Übersetzerin Ragni Maria Gschwend ins Deutsche übertragen.
Seine beiden letzten Romane La visitatrice und La casa col mandorlo sind im Jahre 2000 posthum in Italien erschienen.
1999 verstarb Fulvio Tomizza nach einer schweren Krankheit. Er wurde in seinem Heimatort beigesetzt.

## Auszeichnungen und Ehrungen
Tomizza wurde für sein literarisches Schaffen mehrfach ausgezeichnet. Er erhielt mehrere italienische Literaturpreise, aber auch internationale Preise. Für den Roman La Quinta Stagione erhielt er 1965 den Premio Selezione Campiello. 1969 wurde er für L’Albero dei Sogni mit dem Premio Viareggio ausgezeichnet. Der Roman La Città di Miriam erhielt 1972 den Premio Fiera Letteraria. 1977 wurde Tomizza für La Miglior Vita mit dem Premio Strega dem bedeutendsten italienischen Literaturpreis, ausgezeichnet. 1979 erhielt er für die deutsche Übersetzung des Romans den Österreichischen Staatspreis für europäische Literatur.
1984 erhielt Tomizza den Ehrendoktortitel in Literaturwissenschaft (Lettere) der Universität Triest für „sein hohes künstlerisches Niveau und seine intensive narrative Kraft“.

## Werke
- Eine bessere Welt. („La miglior vita“). Roman. Aus dem Italienischen von Ragni Maria Gschwend. Köln: Kiepenheuer & Witsch, 1979.
- Triestiner Freundschaft („L'amicizia“). Aus dem Italienischen von Ragni Maria Gschwend. Köln: Kiepenheuer & Witsch, 1981.
- Der Idealist („L'idealista“). TSV, Wien 1982 (frei nach Ivan Cankars Roman „Marin Caćur, Lebenslauf eines Idealisten“).
- Der Prozeß der Maria Janis. („La finzione di Maria“). Roman. Deutsch von Ragni Maria Gschwend. Köln: Kiepenheuer & Witsch, 1985.
- Das Böse kommt vom Norden. Die Geschichte des Pier Paolo Vergerio – Bischof, Ketzer, Reformator. („Il male viene dal nord“). Aus dem Italienischen von Ragni Maria Gschwend. Köln: Kiepenheuer & Witsch, 1988, ISBN 3-462-01870-1.
- Der Akazienwald. („Il bosco di acacie“). Aus dem Italienischen von Maria Fehringer. Klagenfurt; Salzburg: Wieser, 1989.
- Das Liebespaar aus der Via Rossetti. („Gli sposi di via Rossetti“). Roman. Aus dem Italienischen von Ragni Maria Gschwend. München: Hanser, 1989.
- Materada. („Materada“). Roman. Aus dem Italienischen von Ragni Maria Gschwend. München: Hanser, 1993, ISBN 3-446-17277-7.
- Der umgestürzte Turm („La torre capovolta“). Aus dem Italienischen von Maria Fehringer. Wieser Verlag, Klagenfurt 1990, ISBN 3-85129-023-2.
- Die venezianische Erbin. Roman („L'ereditiera veneziana“). Aus dem Italienischen von Ragni Maria Gschwend. München: Hanser, 1991.
- Die fünfte Jahreszeit („La quinta stagione“). Aus dem Italienischen von Maria Fehringer. Wien: Zsolnay, 1997.
- Die Flöhe in der Oper („Anche le pulci hanno la tosse“). Aus dem Italienischen und mit einem Anhang von Edmund Jacoby. Gerstenberg, Hildesheim 1997, ISBN 3-8067-4230-8.
- Franziska. Eine Geschichte aus dem 20. Jahrhundert („Franziska“). Aus dem Italienischen von Ragni Maria Gschwend. Wien: Zsolnay, 2001.